# KDE 2
KDE 2 – druga seria środowiska graficznego KDE. W jej skład weszły trzy główne wydania – 2.0, 2.1 oraz 2.2.

## Najważniejsze zmiany
Wydanie KDE 2 wprowadziło do KDE znaczące poprawki techniczne:
- DCOP (ang. Desktop COmmunication Protocol), lekki i szybki system komunikacji międzyprocesowej oprócz standardowej biblioteki X11 ICE[1].
- KIO, mechanizm I/O (ang. Input/Output – Wejścia/Wyjścia), obsługuje wiele protokołów internetowych, m.in. HTTP, FTP, POP, IMAP, NFS, SMB, LDAP, oraz lokalne pliki[1].
- KParts, COM (ang. Component Object Model) – model komponentów obiektowych[1].
- KHTML, silnik renderowania stron obsługujący wiele technologii internetowych, między innymi HTML 4.0, JavaScript, Java, CSS 2 oraz SSL. Kompatybilny z wtyczkami Netscape takimi jak na przykład Flash[1].

## KDE 2.0

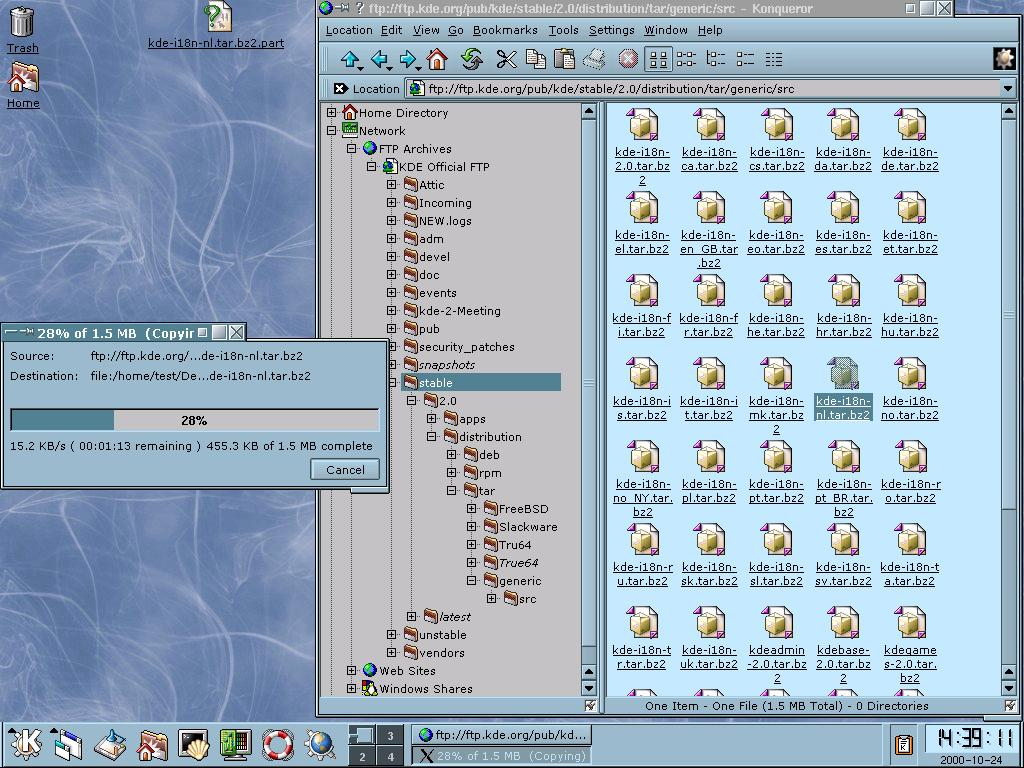
KDE 2.0

Jako przeglądarka internetowa, menadżer plików i przeglądarka plików został wprowadzony wykorzystujący silnik KHTML Konqueror. Nowością w KDE 2 był także zintegrowany pakiet biurowy KOffice, w którego skład weszły: procesor tekstu KWord, program do tworzenia i edycji grafiki wektorowej KIllustrator, arkusz kalkulacyjny KSpread, aplikacja do tworzenia prezentacji KPresenter oraz program do rysowania wykresów KChart.

## KDE 2.1
W kolejnej wersji środowiska, KDE 2.1, twórcy oddali użytkownikom do dyspozycji m.in. dwa nowe programy: odtwarzacz muzyczny noatun oraz zintegrowane środowisko programistyczne KDevelop.

## KDE 2.2
W wydaniu KDE oznaczonym jako 2.2 poprawiono między innymi obsługę IMAP w KMailu, usprawniono działanie silnika renderującego strony internetowe KHTML oraz wprowadzono nowe wtyczki do Konquerora. Miesiąc później opublikowana została kolejna wersja KDE, o numerze 2.2.1. W stosunku do poprzedniej zmiany zaszły np. w dokumentacji oraz tłumaczeniach. Niewielkie poprawki wprowadzono także w obsłudze HTTP.

## Wydania
| Data                 | Wydarzenie         |
| 2.0                  | 2.0                |
| -------------------- | ------------------ |
| 23 października 2000 | Wydanie KDE 2.0    |
| 5 grudnia 2000       | Wydanie KDE 2.0.1  |
| 2.1                  |                    |
| 26 lutego 2001       | Wydanie KDE 2.1    |
| 27 marca 2001        | Wydanie KDE 2.1.1. |
| 30 kwietnia 2001     | Wydanie KDE 2.1.2. |
| 2.2                  |                    |
| 15 sierpnia 2001     | Wydanie KDE 2.2    |
| 19 września 2001     | Wydanie KDE 2.2.1. |
| 21 listopada 2001    | Wydanie KDE 2.2.2. |